# Copa del Pacífico 2006
La Copa del Pacífico del 2006 fue la IX edición de la Copa del Pacífico. Esta versión del torneo se jugó en las ciudades de Viña del Mar en Chile y Tacna en Perú, en partidos de ida y vuelta los días 7 y 11 de octubre de 2006. Después de 18 años sin disputarse este tradicional torneo del Pacífico, Chile logró repetir el logro de las dos ediciones anteriores alzándose con el trofeo.

## Partidos

### Partido de ida
| 7 de octubre de 2006 | Chile                       | 3:2 (1:1) | Perú                    | Estadio Sausalito, Viña del Mar                                      |                                                                      |
|                      | Fernández 28' 49' Navia 70' |           | Guerrero 8' Pizarro 83' | Asistencia: 10 000 espectadores Árbitro(s): Olivier Vieira (Uruguay) | Asistencia: 10 000 espectadores Árbitro(s): Olivier Vieira (Uruguay) |

| 12    | POR   | Miguel Pinto        |     |
| 21    | DEF   | Boris Rieloff       | 69' |
| 13    | DEF   | Jorge Vargas        |     |
| 5     | DEF   | Pablo Contreras     |     |
| 19    | DEF   | Rafael Olarra       |     |
| 16    | MED   | Manuel Iturra       |     |
| 17    | MED   | Arturo Sanhueza     | 81' |
| 22    | MED   | Luis Pedro Figueroa |     |
| 10    | DEL   | Matías Fernández    | 61' |
| 9     | DEL   | Reinaldo Navia      | 81' |
| 15    | DEL   | Mauricio Pinilla    | 68' |
| D. T. | D. T. | Nelson Acosta       |     |

| ?     | POR   | Leao Butrón        |     |
| ?     | DEF   | Amilton Prado      |     |
| ?     | DEF   | Walter Vílchez     |     |
| ?     | DEF   | Miguel Villalta    |     |
| ?     | DEF   | Martín Hidalgo     |     |
| ?     | DEF   | Miguel Cevasco     |     |
| ?     | MED   | Rinaldo Cruzado    | 46' |
| ?     | MED   | Juan Manuel Vargas |     |
| ?     | MED   | Roberto Palacios   | 62' |
| ?     | DEL   | Paolo Guerrero     |     |
| ?     | DEL   | Alexander Sánchez  | 62' |
| D. T. | D. T. | Franco Navarro     |     |

| 8  | DEL | Esteban Paredes      | 61' |
| 7  | DEL | José Luis Villanueva | 68' |
| 24 | DEF | Sebastián Roco       | 69' |
| 6  | MED | Jorge Acuña          | 81' |
| 11 | DEL | Eduardo Rubio        | 81' |

| ? | MED | Carlos Zegarra  | 46' |
| ? | DEL | Junior Ross     | 62' |
| ? | DEL | Claudio Pizarro | 62' |

| 28' · 49' · 70' | Matías Fernández Reinaldo Navia | 1:1 2:1 3:1 |

| 8' · 83' | Paolo Guerrero Claudio Pizarro | 0:1 3:2 |

| Amonestado · Amonestado · Amonestado | Leao Butrón Roberto Palacios Martín Hidalgo |

| Expulsado | Rafael Olarra |

| Expulsado · Expulsado · Otorgado · Expulsado | Juan Manuel Vargas Miguel Cevasco Martín Hidalgo |

| Principal | Olivier Vieira |

| 12    | POR   | Miguel Pinto        |     |
| 21    | DEF   | Boris Rieloff       | 69' |
| 13    | DEF   | Jorge Vargas        |     |
| 5     | DEF   | Pablo Contreras     |     |
| 19    | DEF   | Rafael Olarra       |     |
| 16    | MED   | Manuel Iturra       |     |
| 17    | MED   | Arturo Sanhueza     | 81' |
| 22    | MED   | Luis Pedro Figueroa |     |
| 10    | DEL   | Matías Fernández    | 61' |
| 9     | DEL   | Reinaldo Navia      | 81' |
| 15    | DEL   | Mauricio Pinilla    | 68' |
| D. T. | D. T. | Nelson Acosta       |     |

| ?     | POR   | Leao Butrón        |     |
| ?     | DEF   | Amilton Prado      |     |
| ?     | DEF   | Walter Vílchez     |     |
| ?     | DEF   | Miguel Villalta    |     |
| ?     | DEF   | Martín Hidalgo     |     |
| ?     | DEF   | Miguel Cevasco     |     |
| ?     | MED   | Rinaldo Cruzado    | 46' |
| ?     | MED   | Juan Manuel Vargas |     |
| ?     | MED   | Roberto Palacios   | 62' |
| ?     | DEL   | Paolo Guerrero     |     |
| ?     | DEL   | Alexander Sánchez  | 62' |
| D. T. | D. T. | Franco Navarro     |     |

| 8  | DEL | Esteban Paredes      | 61' |
| 7  | DEL | José Luis Villanueva | 68' |
| 24 | DEF | Sebastián Roco       | 69' |
| 6  | MED | Jorge Acuña          | 81' |
| 11 | DEL | Eduardo Rubio        | 81' |

| ? | MED | Carlos Zegarra  | 46' |
| ? | DEL | Junior Ross     | 62' |
| ? | DEL | Claudio Pizarro | 62' |

| 28' · 49' · 70' | Matías Fernández Reinaldo Navia | 1:1 2:1 3:1 |

| 8' · 83' | Paolo Guerrero Claudio Pizarro | 0:1 3:2 |

| Amonestado · Amonestado · Amonestado | Leao Butrón Roberto Palacios Martín Hidalgo |

| Expulsado | Rafael Olarra |

| Expulsado · Expulsado · Otorgado · Expulsado | Juan Manuel Vargas Miguel Cevasco Martín Hidalgo |

| Principal | Olivier Vieira |

| 12    | POR   | Miguel Pinto        |     |
| 21    | DEF   | Boris Rieloff       | 69' |
| 13    | DEF   | Jorge Vargas        |     |
| 5     | DEF   | Pablo Contreras     |     |
| 19    | DEF   | Rafael Olarra       |     |
| 16    | MED   | Manuel Iturra       |     |
| 17    | MED   | Arturo Sanhueza     | 81' |
| 22    | MED   | Luis Pedro Figueroa |     |
| 10    | DEL   | Matías Fernández    | 61' |
| 9     | DEL   | Reinaldo Navia      | 81' |
| 15    | DEL   | Mauricio Pinilla    | 68' |
| D. T. | D. T. | Nelson Acosta       |     |

| ?     | POR   | Leao Butrón        |     |
| ?     | DEF   | Amilton Prado      |     |
| ?     | DEF   | Walter Vílchez     |     |
| ?     | DEF   | Miguel Villalta    |     |
| ?     | DEF   | Martín Hidalgo     |     |
| ?     | DEF   | Miguel Cevasco     |     |
| ?     | MED   | Rinaldo Cruzado    | 46' |
| ?     | MED   | Juan Manuel Vargas |     |
| ?     | MED   | Roberto Palacios   | 62' |
| ?     | DEL   | Paolo Guerrero     |     |
| ?     | DEL   | Alexander Sánchez  | 62' |
| D. T. | D. T. | Franco Navarro     |     |

| 8  | DEL | Esteban Paredes      | 61' |
| 7  | DEL | José Luis Villanueva | 68' |
| 24 | DEF | Sebastián Roco       | 69' |
| 6  | MED | Jorge Acuña          | 81' |
| 11 | DEL | Eduardo Rubio        | 81' |

| ? | MED | Carlos Zegarra  | 46' |
| ? | DEL | Junior Ross     | 62' |
| ? | DEL | Claudio Pizarro | 62' |

| 28' · 49' · 70' | Matías Fernández Reinaldo Navia | 1:1 2:1 3:1 |

| 8' · 83' | Paolo Guerrero Claudio Pizarro | 0:1 3:2 |

| Amonestado · Amonestado · Amonestado | Leao Butrón Roberto Palacios Martín Hidalgo |

| Expulsado | Rafael Olarra |

| Expulsado · Expulsado · Otorgado · Expulsado | Juan Manuel Vargas Miguel Cevasco Martín Hidalgo |

| Principal | Olivier Vieira |

| 12    | POR   | Miguel Pinto        |     |
| 21    | DEF   | Boris Rieloff       | 69' |
| 13    | DEF   | Jorge Vargas        |     |
| 5     | DEF   | Pablo Contreras     |     |
| 19    | DEF   | Rafael Olarra       |     |
| 16    | MED   | Manuel Iturra       |     |
| 17    | MED   | Arturo Sanhueza     | 81' |
| 22    | MED   | Luis Pedro Figueroa |     |
| 10    | DEL   | Matías Fernández    | 61' |
| 9     | DEL   | Reinaldo Navia      | 81' |
| 15    | DEL   | Mauricio Pinilla    | 68' |
| D. T. | D. T. | Nelson Acosta       |     |

| ?     | POR   | Leao Butrón        |     |
| ?     | DEF   | Amilton Prado      |     |
| ?     | DEF   | Walter Vílchez     |     |
| ?     | DEF   | Miguel Villalta    |     |
| ?     | DEF   | Martín Hidalgo     |     |
| ?     | DEF   | Miguel Cevasco     |     |
| ?     | MED   | Rinaldo Cruzado    | 46' |
| ?     | MED   | Juan Manuel Vargas |     |
| ?     | MED   | Roberto Palacios   | 62' |
| ?     | DEL   | Paolo Guerrero     |     |
| ?     | DEL   | Alexander Sánchez  | 62' |
| D. T. | D. T. | Franco Navarro     |     |

| 8  | DEL | Esteban Paredes      | 61' |
| 7  | DEL | José Luis Villanueva | 68' |
| 24 | DEF | Sebastián Roco       | 69' |
| 6  | MED | Jorge Acuña          | 81' |
| 11 | DEL | Eduardo Rubio        | 81' |

| ? | MED | Carlos Zegarra  | 46' |
| ? | DEL | Junior Ross     | 62' |
| ? | DEL | Claudio Pizarro | 62' |

| 28' · 49' · 70' | Matías Fernández Reinaldo Navia | 1:1 2:1 3:1 |

| 8' · 83' | Paolo Guerrero Claudio Pizarro | 0:1 3:2 |

| Amonestado · Amonestado · Amonestado | Leao Butrón Roberto Palacios Martín Hidalgo |

| Expulsado | Rafael Olarra |

| Expulsado · Expulsado · Otorgado · Expulsado | Juan Manuel Vargas Miguel Cevasco Martín Hidalgo |

| Principal | Olivier Vieira |

### Partido de vuelta
| 11 de octubre de 2006 | Perú | 0:1 (1:0) | Chile     | Estadio Jorge Basadre, Tacna                                      |                                                                   |
|                       |      |           | Navia 24' | Asistencia: 15 000 espectadores Árbitro(s): Samuel Haro (Ecuador) | Asistencia: 15 000 espectadores Árbitro(s): Samuel Haro (Ecuador) |

| ?     | POR   | Diego Penny       |     |
| ?     | DEF   | Luis Hernández    |     |
| ?     | DEF   | Amilton Prado     |     |
| ?     | DEF   | Erick Torres      |     |
| ?     | DEF   | Walter Vílchez    |     |
| ?     | DEF   | Miguel Villalta   |     |
| ?     | MED   | Rinaldo Cruzado   |     |
| ?     | MED   | Roberto Palacios  | 62' |
| ?     | MED   | Alexander Sánchez | 76' |
| ?     | DEL   | Paolo Guerrero    |     |
| ?     | DEL   | Miguel Mostto     | 46' |
| D. T. | D. T. | Franco Navarro    |     |

| ?     | POR   | Claudio Bravo       |     |
| ?     | DEF   | Waldo Ponce         |     |
| ?     | DEF   | Jorge Vargas        |     |
| ?     | DEF   | Pablo Contreras     |     |
| ?     | MED   | Luis Pedro Figueroa |     |
| ?     | MED   | Eros Pérez          |     |
| ?     | MED   | Manuel Iturra       | 90' |
| ?     | MED   | Jorge Acuña         |     |
| ?     | MED   | Jorge Valdivia      |     |
| ?     | DEL   | Mauricio Pinilla    | 90' |
| ?     | DEL   | Reinaldo Navia      | 76' |
| D. T. | D. T. | Nelson Acosta       |     |

| ? | DEL | Piero Alva  | 46' |
| ? | DEL | Junior Ross | 62' |
| ? | MED | Junior Viza | 76' |

| ? | DEL | José Luis Villanueva | 76' |
| ? | DEF | Gonzalo Jara         | 90' |
| ? | DEL | Esteban Paredes      | 90' |

| 24' | Reinaldo Navia | 0:1 |

| Amonestado · Amonestado · Amonestado | Paolo Guerrero Rinaldo Cruzado Walter Vílchez |

| Amonestado · Amonestado · Amonestado · Amonestado | Manuel Iturra Eros Pérez Jorge Acuña Jorge Valdivia |

| Principal | Samuel Haro |

| ?     | POR   | Diego Penny       |     |
| ?     | DEF   | Luis Hernández    |     |
| ?     | DEF   | Amilton Prado     |     |
| ?     | DEF   | Erick Torres      |     |
| ?     | DEF   | Walter Vílchez    |     |
| ?     | DEF   | Miguel Villalta   |     |
| ?     | MED   | Rinaldo Cruzado   |     |
| ?     | MED   | Roberto Palacios  | 62' |
| ?     | MED   | Alexander Sánchez | 76' |
| ?     | DEL   | Paolo Guerrero    |     |
| ?     | DEL   | Miguel Mostto     | 46' |
| D. T. | D. T. | Franco Navarro    |     |

| ?     | POR   | Claudio Bravo       |     |
| ?     | DEF   | Waldo Ponce         |     |
| ?     | DEF   | Jorge Vargas        |     |
| ?     | DEF   | Pablo Contreras     |     |
| ?     | MED   | Luis Pedro Figueroa |     |
| ?     | MED   | Eros Pérez          |     |
| ?     | MED   | Manuel Iturra       | 90' |
| ?     | MED   | Jorge Acuña         |     |
| ?     | MED   | Jorge Valdivia      |     |
| ?     | DEL   | Mauricio Pinilla    | 90' |
| ?     | DEL   | Reinaldo Navia      | 76' |
| D. T. | D. T. | Nelson Acosta       |     |

| ? | DEL | Piero Alva  | 46' |
| ? | DEL | Junior Ross | 62' |
| ? | MED | Junior Viza | 76' |

| ? | DEL | José Luis Villanueva | 76' |
| ? | DEF | Gonzalo Jara         | 90' |
| ? | DEL | Esteban Paredes      | 90' |

| 24' | Reinaldo Navia | 0:1 |

| Amonestado · Amonestado · Amonestado | Paolo Guerrero Rinaldo Cruzado Walter Vílchez |

| Amonestado · Amonestado · Amonestado · Amonestado | Manuel Iturra Eros Pérez Jorge Acuña Jorge Valdivia |

| Principal | Samuel Haro |

| ?     | POR   | Diego Penny       |     |
| ?     | DEF   | Luis Hernández    |     |
| ?     | DEF   | Amilton Prado     |     |
| ?     | DEF   | Erick Torres      |     |
| ?     | DEF   | Walter Vílchez    |     |
| ?     | DEF   | Miguel Villalta   |     |
| ?     | MED   | Rinaldo Cruzado   |     |
| ?     | MED   | Roberto Palacios  | 62' |
| ?     | MED   | Alexander Sánchez | 76' |
| ?     | DEL   | Paolo Guerrero    |     |
| ?     | DEL   | Miguel Mostto     | 46' |
| D. T. | D. T. | Franco Navarro    |     |

| ?     | POR   | Claudio Bravo       |     |
| ?     | DEF   | Waldo Ponce         |     |
| ?     | DEF   | Jorge Vargas        |     |
| ?     | DEF   | Pablo Contreras     |     |
| ?     | MED   | Luis Pedro Figueroa |     |
| ?     | MED   | Eros Pérez          |     |
| ?     | MED   | Manuel Iturra       | 90' |
| ?     | MED   | Jorge Acuña         |     |
| ?     | MED   | Jorge Valdivia      |     |
| ?     | DEL   | Mauricio Pinilla    | 90' |
| ?     | DEL   | Reinaldo Navia      | 76' |
| D. T. | D. T. | Nelson Acosta       |     |

| ? | DEL | Piero Alva  | 46' |
| ? | DEL | Junior Ross | 62' |
| ? | MED | Junior Viza | 76' |

| ? | DEL | José Luis Villanueva | 76' |
| ? | DEF | Gonzalo Jara         | 90' |
| ? | DEL | Esteban Paredes      | 90' |

| 24' | Reinaldo Navia | 0:1 |

| Amonestado · Amonestado · Amonestado | Paolo Guerrero Rinaldo Cruzado Walter Vílchez |

| Amonestado · Amonestado · Amonestado · Amonestado | Manuel Iturra Eros Pérez Jorge Acuña Jorge Valdivia |

| Principal | Samuel Haro |

| ?     | POR   | Diego Penny       |     |
| ?     | DEF   | Luis Hernández    |     |
| ?     | DEF   | Amilton Prado     |     |
| ?     | DEF   | Erick Torres      |     |
| ?     | DEF   | Walter Vílchez    |     |
| ?     | DEF   | Miguel Villalta   |     |
| ?     | MED   | Rinaldo Cruzado   |     |
| ?     | MED   | Roberto Palacios  | 62' |
| ?     | MED   | Alexander Sánchez | 76' |
| ?     | DEL   | Paolo Guerrero    |     |
| ?     | DEL   | Miguel Mostto     | 46' |
| D. T. | D. T. | Franco Navarro    |     |

| ?     | POR   | Claudio Bravo       |     |
| ?     | DEF   | Waldo Ponce         |     |
| ?     | DEF   | Jorge Vargas        |     |
| ?     | DEF   | Pablo Contreras     |     |
| ?     | MED   | Luis Pedro Figueroa |     |
| ?     | MED   | Eros Pérez          |     |
| ?     | MED   | Manuel Iturra       | 90' |
| ?     | MED   | Jorge Acuña         |     |
| ?     | MED   | Jorge Valdivia      |     |
| ?     | DEL   | Mauricio Pinilla    | 90' |
| ?     | DEL   | Reinaldo Navia      | 76' |
| D. T. | D. T. | Nelson Acosta       |     |

| ? | DEL | Piero Alva  | 46' |
| ? | DEL | Junior Ross | 62' |
| ? | MED | Junior Viza | 76' |

| ? | DEL | José Luis Villanueva | 76' |
| ? | DEF | Gonzalo Jara         | 90' |
| ? | DEL | Esteban Paredes      | 90' |

| 24' | Reinaldo Navia | 0:1 |

| Amonestado · Amonestado · Amonestado | Paolo Guerrero Rinaldo Cruzado Walter Vílchez |

| Amonestado · Amonestado · Amonestado · Amonestado | Manuel Iturra Eros Pérez Jorge Acuña Jorge Valdivia |

| Principal | Samuel Haro |

## Tabla
| Equipo | Pts | PJ | PG | PE | PP | GF | GC | Dif |
| ------ | --- | -- | -- | -- | -- | -- | -- | --- |
| Chile  | 6   | 2  | 2  | 0  | 0  | 4  | 2  | +2  |
| Perú   | 0   | 2  | 0  | 0  | 2  | 2  | 4  | -2  |

| Chile         |
| Campeón Chile |